# Casa de mossèn Jaume Via
La Casa de mossèn Jaume Via és una obra historicista de Gelida (Alt Penedès) protegida com a Bé Cultural d'Interès Local.

## Descripció
Casa de forma rectangular a dues vessant, de dues plantes, celler, golfes i dos miradors a Ponent, i un jardí. El seu aspecte més notable és la façana de distribució simètrica i severa, partida per un balcó longitudinal de tres obertures. Com a detalls, cal esmentar les reixes de ferro forjat de procedència semi-industrial, el cancell d'estil Tudor anglès i l'interior gairebé intacte, amb adossament ceràmics i mobles d'interès.